# Amadip
Amadip.esment (Associació Mallorquina per a Persones amb Disminució Psíquica) és una organització no governamental, sense ànim de lucre, constituïda el 1962 i inscrita amb el núm. 2 en el Registre d'Associacions de les Illes Balears. Està declarada d'utilitat pública pel Consell de Ministres el 1966. Ha fundat dues entitats jurídicament independents en què participa: el Consorci APROP, responsable del Centre Son Tugores, i la Fundació Tutelar per a persones amb discapacitat psíquica de Mallorca.

## Trajectòria
- 1962: Constitució de l'Associació
- 1967: Servei d'oci
- 1966: Declaració d'utilitat pública
- 1976: servei ocupacional Atenció a Persones amb alta dependència-Centre Lluerna
- 1983: Activitat laboral d'Impremta i manipulats
- 1986: Fundació Tutelar
- 1991: Programes de Formació per a l'ocupació. Activitat laboral de manteniment d'espais i equipaments. Activitat laboral de jardineria
- 1992: Habitatges tutelats. Consorci APROP • Centre Son Tugores
- 1993: Programa europeu d'intercanvi.
- 1994: Servei d'inserció laboral en empreses ordinàries (treball amb suport)
- 1996: Activitat laboral de restauració/cuina. Cafè És Pes de sa Palla
- 1999: Concurs Llegat Weyler - Projecte agrícola
- 2001: Seu laboral a Finca Son Roca
- 2002: Activitat laboral d'agricultura ecològica. Botiga s'illa Verda. Servei d'orientació en centres educatius
- 2003: Itinerari integral d'orientació, formació i ocupació.
- 2004: Premi balear d'excel·lència en la gestió.[1] Premi "IMSERSO" Infanta Cristina a la qualitat en serveis socials.[2] Residència i centre de dia per a persones amb gran dependència
- Des de 2004 acreditació per la Fundació Lealtad d'acord amb els principis de transparéncia i bones práctiques.[3]
- 2005: habitatge Autònoma
- 2006: Atenció social, familiar i psicològica
- 2007: Premi Jaume II del Consell Insular de Mallorca
- 2010: II Premio Integra del BBVA.[4]